# Championnats du monde de BMX 2009
Navigation
Édition précédente Édition suivante
Les championnats du monde de BMX 2009 se sont déroulés à Adélaïde en Australie du 20 au 26 juillet 2009.

## Podiums
| Épreuves                     | Or                            | Argent                      | Bronze                      |
| ---------------------------- | ----------------------------- | --------------------------- | --------------------------- |
| Épreuves masculines          |                               |                             |                             |
| Élite hommes                 | Donny Robinson États-Unis     | Mike Day États-Unis         | Ramiro Marino Argentine     |
| Cruiser élite hommes         | Ivo van der Putten Pays-Bas   | Sander Bisseling Pays-Bas   | Vincent Pelluard France     |
| Épreuve masculines - juniors |                               |                             |                             |
| Junior hommes                | Sam Willoughby Australie      | André Fosså Aguiluz Norvège | Anthony Dean Australie      |
| Cruiser junior hommes        | Joris Daudet France           | David Oquendo Colombie      | Renato Rezende Brésil       |
| Épreuves féminines           |                               |                             |                             |
| Élite femmes                 | Sarah Walker Nouvelle-Zélande | Eva Ailloud France          | Arielle Martin États-Unis   |
| Cruiser élite femmes         | Sarah Walker Nouvelle-Zélande | Manon Valentino France      | Vilma Rimšaitė Lituanie     |
| Épreuves féminines - juniors |                               |                             |                             |
| Junior femmes                | Mariana Pajón Colombie        | Merle van Benthem Pays-Bas  | Maartje Hereijgers Pays-Bas |
| Cruiser junior femmes        | Mariana Pajón Colombie        | Maartje Hereijgers Pays-Bas | Ashley Verhagen États-Unis  |

## Tableau des médailles
| Rang  | Nation           | Or | Argent | Bronze | Total |
| ----- | ---------------- | -- | ------ | ------ | ----- |
| 1     | Colombie         | 2  | 1      | 0      | 3     |
| 2     | Nouvelle-Zélande | 2  | 0      | 0      | 2     |
| 3     | Pays-Bas         | 1  | 3      | 1      | 5     |
| 4     | France           | 1  | 2      | 1      | 4     |
| 5     | États-Unis       | 1  | 1      | 2      | 4     |
| 6     | Australie        | 1  | 0      | 1      | 2     |
| 7     | Norvège          | 0  | 1      | 0      | 1     |
| 8     | Argentine        | 0  | 0      | 1      | 1     |
| -     | Brésil           | 0  | 0      | 1      | 1     |
| -     | Lituanie         | 0  | 0      | 1      | 1     |
| Total | Total            | 8  | 8      | 8      | 24    |